# Lilla Bjurtjärnen (Norrbärke socken, Dalarna)
Lilla Bjurtjärnen är en sjö i Smedjebackens kommun i Dalarna och ingår i Norrströms huvudavrinningsområde. Sjöns area är 0,006 kvadratkilometer och den är belägen 165 meter över havet.